# Csajághy Sándor
Csajági Csajághy Sándor (Bács, 1810. április 6. – Temesvár, 1860. február 7.) hittudós, csanádi püspök.

## Élete
A bunyevác nyelvet szülőhelyén, a német nyelvet a szomszéd Bukin faluban (ahol bátyja, Pál, plébános volt), tanulta meg. Ugyanott végezte a három első latin osztályt magánúton, a többi gimnáziumi osztályt Kalocsán járta, s 1825-ben az ottani papnevelőbe vették fel. A bölcseletet Wegerben, a teológia két osztályát Kalocsán végezte ifjú kora miatt, ezek megismétlésére Pestre küldték a központi papnevelőbe, ahol a szentírási tudományokból letette a szigorlatot, majd 1833. szeptember 21-én misés pappá szentelték. A pesti növendékpapság magyar egyház-irodalmi iskolájának létesítésében 1836-ban ő is közreműködött. Egy évet töltött az Augustinum nevelő-intézetben, innét gyengélkedése miatt visszatért övéihez.
1836-ban Baján magyar káplán volt és innét a pesti központi papnevelőbe tanulmányi felügyelőnek mozdították elő, ahol 1844-ig működött, egyúttal az egyháztörténetet is előadta. Ugyanez évben nyert hittudori oklevelet. Ezután visszahívták Kalocsára, az egyháztörténeti tanszékre. 1846-ban érseki titkárrá és címzetes kanonokká nevezték ki. 1850-ben valóságos kanonokságra, 1851. április 11-én csanádi püspökségre emelték. Adományai közül megemlítendő, hogy a Tisza szabályozására 60 000 forintot adott.
Arcképe Eybl által 1853-ban kőre rajzolva, megjelent Bécsben L. T. Neumannál.
Sírja a temesvári székesegyház kriptájában található.

## Munkái
- Misés pap az oltárnál. Samuga után ford… 1838
- Az anyaszentegyház ellensége megczáfolva a történetekből s legjelesebb protestansok nézeteiből. Németből ford… 1840
- Glossák nemes Zalamegyének a vegyes házasságok ügyébeni felirására. Európai Rotteck Károly nézetei szellemében. Egy hazafitól. Pest, 1841 (névtelenűl)
- Párbeszéd a vegyes házasságokról. (Barátságos felvilágosításúl a Világ f. é. 11. sz. vezérczikkére.) 2. kiadás. Uo. 1842
- Lelki életrend a papnevelő-intézetben. Schlör után németből. Uo. 1843
- Párbeszéd az inquisitióról. Uo. 1843 (különnyomat a Religióból)
- Áhítatosság zsengéi. Keresztény katholikus imakönyv az ifjuság számára. Készítette a pesti növendék-papság magyar iskolája Csajághy Sándor felügyelete alatt. Uo. 1843 (kétféle kiadás)
- Isten irgalmából és az apost. sz. szék kegyelméből csanádi püspök, székfoglalásánál minden hiveinek üdvöt és áldást a mi Urunk Jézus Krisztusban. Temesvár, 1851
- Sermo pastoralis ad clerum suum dioecesanum, dum die 19. Aprilis 1852. canonice inauguraretur. Uo. 1852 (ugyanez németűl. Uo. 1852)
- A szeplőtlen szent szűzről. A kölni bibornok latin hymnusa után ford… 1859
- Vegyes művei. Kiadta Csiky Gergely. Uo. 1870–72, három kötet (I. Értekezések. II. Püspöki körlevelek. III. Költemények. Ism. Új Magyar Sion 1870. 475. Csanád 1870. 9. sz.)

Irodalmi kisérleteit még mint pesti papnövendék kezdette, nehány költeménynyel a Koszorúban (1831) és Anastasiában (1838); irt a Növendék Papság Munkálataiba (1836–39); az Egyházi Tárba (1835: A kalocsai főegyházak leirása); a Sas c. folyóiratba (Az irás eredetéről); egyéb értekezéseket a Sion, Religio, Nevelés és Fasciculi Ecclesiastici c. folyóiratokba; a Wiener Kirchen-Zeitungban megjelent tőle az unióra vonatkozó értekezés; a Figyelmezőben: A magyarhoni kath. papság védelme; az Oesterr. Correspondentben a Lloyd ellen: Der ungarische Clerus während der jüngsten Wirren (1849. Beilage zu Nr. 214); egyházi beszédeket írt a Pázmány Füzetekbe s a Pátkai-féle gyűjteménybe.